# Lliga Europea de l'EHF femenina
|  | Aquest article és sobre la competició femenina. Per a la competició masculina, vegeu Lliga Europea de l'EHF masculina |

La Lliga Europea femenina de l'EHF (oficialment en anglès, Women's EHF European League), coneguda fins a la temporada 2020-21 com Copa de l'EHF femenina, és una competició esportiva de clubs d'handbol femení europeus. De caràcter anual, està organitzada per la Federació Europea d'Handbol. Actualment és considerada la segona competició del clubs d'handbol europeu de clubs, només per sota de la Lliga de Campions de l'EHF. Creada la temporada 1981-82 amb el nom de Copa IHF femenina, es fusionà amb la Recopa d'Europa femenina la temporada 2016-17. A partir de la temporada 2020-21 és coneguda amb el seu nom actual. Hi participen els diferents equips europeus classificats a través dels seus campionats de lliga o copes nacionals, segons el coeficient de rànquing de l'EHF. La competició es desenvolupa en format d'eliminació directa a doble partit on els quatre semifinalistes disputen una fase final en format de final four i en una seu neutral, que determina el campió de la competició
Durant les primeres edicions, la competició fou dominada pels equips de l'Europa de l'Est. Des de la dècada del 1990, els clubs danesos i hongaresos han sigut els principals campions del torneig, destacant el Viborg HK (1994, 1999, 2004), amb tres títols, el Debrecen (1995, 1996) i el Dunaújváros (1998, 2016), amb dos títols cadascun. El Club Balonmano Amadeo Tortajada (2000) i la Sociedad Deportiva Itxako (2009) són els únics equips de l'Estat espanyol que han aconseguit guanyar la competició.

## Historial
| En negreta = Equip guanyador (1) = Nombre de campionats 1-1 = Marcador campió-subcampió (prò.) = Pròrroga (p.) = Penals (A.) = Regla dels gols en camp contrari Nota: Noms dels equips segons l'època |

| Edició                 | Temp.    | Data                                                       | Campió                                                     | Resultat                                                   | Subcampió                                                  | Seu                                                        | Refs.    |
| Copa IHF               | Copa IHF | Copa IHF                                                   | Copa IHF                                                   | Copa IHF                                                   | Copa IHF                                                   | Copa IHF                                                   | Copa IHF |
| ---------------------- | -------- | ---------------------------------------------------------- | ---------------------------------------------------------- | ---------------------------------------------------------- | ---------------------------------------------------------- | ---------------------------------------------------------- | -------- |
| I                      | 1981–82  | N/D                                                        | Trešnjevka Zagreb (1)                                      | 30–27 / 19–17                                              | Eglė Vilnius                                               | Zagreb / Vilnius                                           | [ 4 ]    |
| II                     | 1982–83  | N/D                                                        | Avtomobilist Baku (1)                                      | 20–14 / 15–18                                              | HC Empor Rostock                                           | Baku / Rostock                                             | [ 5 ]    |
| III                    | 1983–84  | N/D                                                        | Râmnicu Vâlcea (1)                                         | 22–18 / 29–21                                              | VfL Oldenburg                                              | Oldenburg / Râmnicu Vâlcea                                 | [ 6 ]    |
| IV                     | 1984–85  | N/D                                                        | Vorwärts Frankfurt (1)                                     | 19–17 / 19–13                                              | Vasas Budapest                                             | Budapest / Frankfurt de l'Oder                             | [ 7 ]    |
| V                      | 1985–86  | N/D                                                        | HC Leipzig (1)                                             | 22–16 / 25–15                                              | Debrecen MVSC                                              | Debrecen / Leipzig                                         |          |
| VI                     | 1986–87  | N/D                                                        | Budućnost Titograd (1)                                     | 22–21 / 34–27                                              | Start Bratislava                                           | Bratislava / Titograd                                      |          |
| VII                    | 1987–88  | N/D                                                        | Eglė Vilnius (1)                                           | 34–20 / 32–22                                              | Budućnost Titograd                                         | Vilnius / Titograd                                         |          |
| VIII                   | 1988–89  | N/D                                                        | Râmnicu Vâlcea (2)                                         | 26–18 / 26–21                                              | Eglė Vilnius                                               | Râmnicu Vâlcea / Vilnius                                   |          |
| IX                     | 1989–90  | N/D                                                        | Vorwärts Frankfurt (2)                                     | 22–19 / 21–16                                              | HC Spartak Kyiv                                            | Txerkassi / Frankfurt de l'Oder                            |          |
| X                      | 1990–91  | N/D                                                        | Lokomotiva Zagreb (1)                                      | 19–11 / 20–19                                              | Bayer Leverkusen                                           | Zagreb / Leverkusen                                        |          |
| XI                     | 1991–92  | N/D                                                        | HC Leipzig (2)                                             | 19–24 / 28–18                                              | Tempo Partizánske                                          | Partizánske / Leipzig                                      |          |
| XII                    | 1992–93  | N/D                                                        | CS Rapid Bucarest (1)                                      | 28–16 / 24–22                                              | CSL Dijon                                                  | Bucarest / Dijon                                           |          |
| Copa de l'EHF          |          |                                                            |                                                            |                                                            |                                                            |                                                            |          |
| XIII                   | 1993–94  | N/D                                                        | Viborg HK (1)                                              | 23–20 21–24                                                | Debrecen                                                   |                                                            |          |
| XIV                    | 1994–95  | N/D                                                        | Debrecen (1)                                               | 22–14 22–30                                                | Baekkelaget Oslo                                           |                                                            |          |
| XV                     | 1995–96  | N/D                                                        | Debrecen (2)                                               | 20–23 18–15                                                | Larvik HK                                                  |                                                            |          |
| XVI                    | 1996–97  | N/D                                                        | Olimpija Ljubljana (1)                                     | 26–18 26–30                                                | Borussia Dortmund                                          |                                                            |          |
| XVII                   | 1997–98  | N/D                                                        | Dunaújváros (1)                                            | 26–22 34–27                                                | Banská Bystrica                                            |                                                            |          |
| XVIII                  | 1998–99  | N/D                                                        | Viborg HK (2)                                              | 21–24 28–21                                                | Győri ETO KC                                               |                                                            |          |
| XIX                    | 1999–00  | N/D                                                        | El Ferrobus Mislata (1)                                    | 24–22 18–19                                                | Tertnes HE                                                 |                                                            | [ 2 ]    |
| XX                     | 2000–01  | N/D                                                        | MKS Lublin (1)                                             | 28–21 / 24–24                                              | Podravka Koprivnica                                        | Lublin / Koprivnica                                        |          |
| XXI                    | 2001–02  | N/D                                                        | Ikast (1)                                                  | 30–25 / 36–23                                              | Győri ETO KC                                               | Győr / Herning                                             |          |
| XXII                   | 2002–03  | N/D                                                        | Slagelse FH (1)                                            | 27–22 / 27–20                                              | Dunaújváros                                                | Dunaújváros / Farum                                        |          |
| XXIII                  | 2003–04  | N/D                                                        | Viborg HK A/S (3)                                          | 27–27 / 37–21                                              | Győri ETO KC                                               | Győr / Aarhus                                              |          |
| XXIV                   | 2004–05  | N/D                                                        | Alba Fehérvár (1)                                          | 27–21 / 28–19                                              | Győri ETO KC                                               | Győr / Székesfehérvár                                      |          |
| XXV                    | 2005–06  | N/D                                                        | Ferencváros (1)                                            | 37–36 / 32–33                                              | Podravka Koprivnica                                        | Budapest / Koprivnica                                      |          |
| XXVI                   | 2006–07  | N/D                                                        | Zvezda Zvenigorod (1)                                      | 30–35 / 32–22                                              | Ikast                                                      | Ikast / Zvenígorod                                         |          |
| XXVII                  | 2007–08  | N/D                                                        | Dinamo Volgograd (1)                                       | 27–25 / 20–23                                              | Itxako Navarra                                             | Volgograd / Estella                                        | [ 8 ]    |
| XXVIII                 | 2008–09  | N/D                                                        | Itxako Navarra (1)                                         | 27–19 / 26–25                                              | HC Leipzig                                                 | Estella / Leipzig                                          | [ 3 ]    |
| XXIX                   | 2009–10  | N/D                                                        | Randers HK (1)                                             | 22–20 / 30–24                                              | Elda Prestigio                                             | Elda / Randers                                             | [ 9 ]    |
| XXX                    | 2010–11  | N/D                                                        | Ikast (2)                                                  | 28–21/ 26–24                                               | Tvis Holstebro                                             | Ikast / Holstebro                                          |          |
| XXXI                   | 2011–12  | N/D                                                        | HC Lada Togliatti (1)                                      | 30–24 / 20–21                                              | HC Zalău                                                   | Togliatti / Oradea                                         |          |
| XXXII                  | 2012–13  | N/D                                                        | Tvis Holstebro (1)                                         | 31–35 / 28–33                                              | Metz Handball                                              | Holstebro / Metz                                           |          |
| XXXIII                 | 2013–14  | N/D                                                        | HC Lada Togliatti (2)                                      | 36–25 / 32–32                                              | Team Esbjerg                                               | Togliatti / Esbjerg                                        |          |
| XXXIV                  | 2014–15  | N/D                                                        | Tvis Holstebro (2)                                         | 33–20 / 22–33                                              | Rostov-Don                                                 | Holstebro / Rostov del Don                                 |          |
| XXXV                   | 2015–16  | N/D                                                        | Dunaújváros (2)                                            | 28–26 / 29–21                                              | TuS Metzingen                                              | Tübingen / Veszprém                                        |          |
| XXXVI                  | 2016–17  | N/D                                                        | Rostov-Don (1)                                             | 26–28 / 25–21                                              | SG BBM Bietigheim                                          | Ludwigsburg / Rostov del Don                               |          |
| XXXVII                 | 2017–18  | N/D                                                        | SCM Craiova (1)                                            | 26–22 / 30–25                                              | Vipers Kristiansand                                        | Kristiansand / Craiova                                     | [ 10 ]   |
| XXXVIII                | 2018–19  | N/D                                                        | Siófok KC (1)                                              | 21–21 / 26–21                                              | Team Esbjerg                                               | Esbjerg / Siófok                                           |          |
| XXXIX                  | 2019–20  | Edició cancel·lada pel risc públic de contagi del COVID-19 | Edició cancel·lada pel risc públic de contagi del COVID-19 | Edició cancel·lada pel risc públic de contagi del COVID-19 | Edició cancel·lada pel risc públic de contagi del COVID-19 | Edició cancel·lada pel risc públic de contagi del COVID-19 |          |
| Lliga Europea de l'EHF |          |                                                            |                                                            |                                                            |                                                            |                                                            |          |
| LX                     | 2020-21  | 09-05-2021                                                 | Nantes Atlantique (1)                                      | 36–31                                                      | Siófok KC                                                  | Lascăr Pană Sports Hall, Baia Mare                         |          |
| LXI                    | 2021-22  | 15-05-2022                                                 | SG BBM Bietigheim (1)                                      | 31–20                                                      | Viborg HK                                                  | Vibocold Arena, Viborg                                     |          |
| LXII                   | 2022-23  | 14-05-2023                                                 | Ikast Håndbold (3)                                         | 31–24                                                      | NFH                                                        | Raiffeisen Sportpark, Graz                                 | [ 11 ]   |

## Palmarès
| Club                         | Campió | Subcampió | Finals | Anys campió               | Anys subcampió                     |
| ---------------------------- | ------ | --------- | ------ | ------------------------- | ---------------------------------- |
| Viborg Håndbold Klub         | 3      | 1         | 4      | 1993-94, 1998-99, 2003-04 | 2021-22                            |
| Herning-Ikast Håndbold       | 3      | 1         | 4      | 2001-02, 2010-11, 2022-23 | 2006-07                            |
| Debrecen                     | 2      | 2         | 4      | 1994-95, 1995-96          | 1985-86, 1993-94                   |
| Dunaújváros                  | 2      | 1         | 3      | 1997-98, 2015-16          | 2002-03                            |
| Handball Club Leipzig        | 2      | 1         | 3      | 1985-86, 1991-92          | 2008-09                            |
| Team Tvis Holstebro          | 2      | 1         | 3      | 2012-13, 2014-15          | 2010-11                            |
| SCM Râmnicu Vâlcea           | 2      | 0         | 2      | 1983-84, 1988-89          | –                                  |
| Frankfurt an der Oder        | 2      | 0         | 2      | 1984-85, 1989-90          | –                                  |
| Handball Club Lada Togliatti | 2      | 0         | 2      | 2011-12, 2013-14          | –                                  |
| Eglė Vilnius                 | 1      | 2         | 3      | 1987-88                   | 1981-82, 1988-89                   |
| Budućnost Podgorica          | 1      | 1         | 2      | 1986-87                   | 1987-88                            |
| Sociedad Deportiva Itxako    | 1      | 1         | 2      | 2008-09                   | 2007-08                            |
| Rostov-Don                   | 1      | 1         | 2      | 2016-17                   | 2014-15                            |
| Siófok KC                    | 1      | 1         | 2      | 2018-19                   | 2020-21                            |
| SG BBM Bietigheim            | 1      | 1         | 2      | 2021-22                   | 2016-17                            |
| NK Trešnjevka Zagreb         | 1      | 0         | 1      | 1981-82                   | –                                  |
| Avtomobilist Baku            | 1      | 0         | 1      | 1982-83                   | –                                  |
| NK Lokomotiva Zagreb         | 1      | 0         | 1      | 1990-91                   | –                                  |
| CS Rapid Bucarest            | 1      | 0         | 1      | 1992-93                   | –                                  |
| RK Olimpija                  | 1      | 0         | 1      | 1996-97                   | –                                  |
| CB Amadeo Tortajada          | 1      | 0         | 1      | 1999-00                   | –                                  |
| SPR Lublin SSA               | 1      | 0         | 1      | 2000-01                   | –                                  |
| Slagelse                     | 1      | 0         | 1      | 2002-03                   | –                                  |
| Alba Fehérvár KC             | 1      | 0         | 1      | 2004-05                   | –                                  |
| Ferencváros                  | 1      | 0         | 1      | 2005-06                   | –                                  |
| Zvezda Zvenigorod            | 1      | 0         | 1      | 2006-07                   | –                                  |
| Dinamo Volgograd             | 1      | 0         | 1      | 2007-08                   | –                                  |
| Randers HK                   | 1      | 0         | 1      | 2009-10                   | –                                  |
| Craiova                      | 1      | 0         | 1      | 2017-18                   | –                                  |
| Neptunes de Nantes           | 1      | 0         | 1      | 2020-21                   | –                                  |
| Győri ETO KC                 | 0      | 4         | 4      | –                         | 1998-99, 2001-02, 2003-04, 2004-05 |
| RK Podravka Koprivnica       | 0      | 2         | 2      | –                         | 2000-01, 2005-06                   |
| Team Esbjerg                 | 0      | 2         | 2      | –                         | 2014, 2019                         |
| Handballclub Empor Rostock   | 0      | 1         | 2      | –                         | 1982-83                            |
| Oldenburg                    | 0      | 1         | 1      | –                         | 1983-84                            |
| Vasas Budapest               | 0      | 1         | 1      | –                         | 1984-85                            |
| Start Bratislava             | 0      | 1         | 1      | –                         | 1986-87                            |
| HC Spartak Kyiv              | 0      | 1         | 1      | –                         | 1989-90                            |
| Bayer Leverkusen             | 0      | 1         | 1      | –                         | 1990-91                            |
| Tempo Partizánske            | 0      | 1         | 1      | –                         | 1991-92                            |
| CSL Dijon                    | 0      | 1         | 1      | –                         | 1992-93                            |
| Bækkelagets Oslo             | 0      | 1         | 1      | –                         | 1994-95                            |
| Larvik HK                    | 0      | 1         | 1      | –                         | 1995-96                            |
| Borussia Dortmund            | 0      | 1         | 1      | –                         | 1996-97                            |
| HK ŠKP Banská Bystrica       | 0      | 1         | 1      | –                         | 1997-98                            |
| Tertnes Bergen               | 0      | 1         | 1      | –                         | 1999-00                            |
| Elda Prestigio               | 0      | 1         | 1      | –                         | 2009-10                            |
| HC Zalău                     | 0      | 1         | 1      | –                         | 2011-12                            |
| Metz Handball                | 0      | 1         | 1      | –                         | 2012-13                            |
| TuS Metzingen                | 0      | 1         | 1      | –                         | 2015-16                            |
| Vipers Kristiansand          | 0      | 1         | 1      | –                         | 2017-18                            |